# Santiago Massana
Santiago Massana Urgellés, né en 1889 à Barcelone (Catalogne, Espagne) et mort à une date inconnue, est un footballeur espagnol des années 1900 et 1910 qui jouait au poste de défenseur.

## Biographie
Surnommé Tiago, il commence à jouer au Ibérico FC en 1903 où il joue avec Pere Gibert, coéquipier plus tard au X SC et à l'Espanyol. Il rejoint le Club X en 1904 avec qui il est trois fois champion de Catalogne. Massana est un défenseur dont la grande taille et le jeu agressif imposent le respect aux attaquants adverses.
En 1909, il est recruté par le RCD Espanyol où il joue avec son frère cadet Alfredo Massana. Lors d'un match contre le FC España, il se brise la jambe et reste indisponible pendant plus d'un an mettant en danger sa carrière de joueur.
En 1915, Santiago Massana est recruté par le FC Barcelone où joue déjà son frère.
Il termine sa carrière de joueur avec l'Espanyol en 1918.
Il pratique d'autres sports comme l'athlétisme ou le rugby. Il est recordman du triple saut en 1916 et du lancer du poids en 1917.
En 1922, il quitte la ville de Barcelone pour s'installer dans le bassin amazonien de l'État de Pará.

## Palmarès
Avec Club X SC :
- Champion de Catalogne en 1906, 1907 et 1908

Avec l'Espanyol :
- Champion de Catalogne en 1912, 1915 et 1918

Avec le FC Barcelone :
- Champion de Catalogne en 1916